# Verwaltungsgericht Gera
Das Verwaltungsgericht Gera ist ein deutsches Gericht der Verwaltungsgerichtsbarkeit mit Sitz in Gera. Es ist eines von drei Verwaltungsgerichten in Thüringen.

## Instanzenzug
Das Verwaltungsgericht Gera ist dem Thüringer Oberverwaltungsgericht untergeordnet, welches seinen Sitz in Weimar hat. Das Oberverwaltungsgericht ist dem Bundesverwaltungsgericht in Leipzig nachgeordnet.

## Geschichte
Ab 1923 gab es Kreisverwaltungsgerichte in Gera, Gotha und Meiningen. Während des Zweiten Weltkrieges wurden die Gerichte durch die Nationalsozialisten geschlossen. 1946 wurden die Verwaltungsgerichte wieder eingesetzt. 1948 wurde die Unabhängigkeit der Gerichte per Gesetz aufgehoben, 1952 wurden alle Verwaltungsgerichte aufgelöst. Mit dem Thüringer Gesetz zur Ausführung der Verwaltungsgerichtsordnung in der Fassung der Bekanntmachung vom 15. Dezember 1992 wurde in Thüringen nach dem Ende der DDR wieder eine eigenständige Verwaltungsgerichtsbarkeit errichtet. Neben den neuen Verwaltungsgerichten in Meiningen und Weimar wurde dabei auch das Verwaltungsgericht Gera eingerichtet. Das Gericht ist zuständig für die kreisfreien Städte Gera und Jena sowie für die Landkreise Altenburger Land, Greiz, Saale-Orla-Kreis, Saale-Holzland-Kreis sowie Saalfeld-Rudolstadt.

## Gerichtsgebäude
Das Verwaltungsgericht ist seit Anfang 2010 gemeinsam mit der Staatsanwaltschaft, den Strafrechtsabteilungen des Landgerichts und des Amtsgerichts und den sozialen Diensten im neu gebauten Justizzentrum Gera in der Rudolf-Diener-Straße untergebracht. Die übrigen Abteilungen des Land- und des Amtsgerichts befinden sich in unmittelbarer Nachbarschaft.